# Resolução 20 do Conselho de Segurança das Nações Unidas

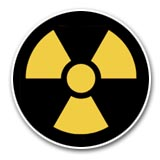
Símbolo de material nuclear

Resolução 20 do Conselho de Segurança das Nações Unidas, aprovada em 10 de março de 1947, revisou o primeiro relatório da Comissão de Energia Atômica, pediu ao AEC para continuar o seu inquérito sobre o controle internacional da energia atômica e pediu-lhe para apresentar um segundo relatório antes da próxima sessão da Assembleia Geral.
Foi aprovada por unanimidade.